# Free Radical Design
Crytek UK, tidigare känt som Free Radical Design, är ett företag som utvecklar spel och är baserat i Nottingham, England. Företaget är välkänt för att ha utvecklat spelserien TimeSplitters och som en First person shooter-utvecklare.
Den tredje februari 2009, bekräftade Haze manusförfattare Rob Yescombe att Free Radical Design hade blivit uppköpt av det tyska företaget Crytek.
Företaget grundades av fyra personer som lämnade Rare efter ha arbetat på Goldeneye 007 till Nintendo 64, för att starta eget. De var på den tiden ca 10 personer som arbetade med Timesplitters och har sedan dess vuxit till ca 120 personer. De är nu två team där det ena arbetar på det kommande spelet TimeSplitters 4, medan det andra teamet arbetar på ett Lucasarts-projekt (Star Wars Battlefront III).